# Birdman (film)
Pour les articles homonymes, voir Birdman.
Pour plus de détails, voir Fiche technique et Distribution.
Birdman, ou Birdman ou (Les Vertus insoupçonnées de l'ignorance) au Québec, est un drame américain co-écrit, co-produit et réalisé par Alejandro González Iñárritu, sorti en 2014.
Le film traite de l'adaptation théâtrale de la nouvelle Parlez-moi d'amour (What We Talk About When We Talk About Love) écrite par Raymond Carver en 1981.
Se présentant sous la forme d'un seul et unique plan-séquence, il a fait l'ouverture du festival international du film de Venise en 2014, où il fut aussi présenté en compétition officielle.
Il est récompensé 4 fois lors de la 87e cérémonie des Oscars en obtenant notamment l'Oscar du meilleur film ainsi que l'Oscar du meilleur réalisateur pour Alejandro González Iñárritu. Il obtient en 2016 le César du meilleur film étranger.

## Synopsis
Riggan Thomson est un acteur à la gloire passée, plus connu pour avoir interprété le super-héros Birdman dans une trilogie de films. Le rôle l'habite encore, Thomson se prenant parfois à croire qu'il peut voler ou déplacer des objets par la pensée, tout en entendant les sarcasmes du personnage de Birdman. Riggan a cependant un projet pour relancer sa carrière : une nouvelle adaptation sur Broadway de la nouvelle Parlez-moi d'amour de Raymond Carver.
Pour monter l'adaptation, Riggan est entouré de son ami et avocat Jake, sa petite amie Laura, de l’actrice débutante Lesley et de sa fille Sam, qui sort d'une cure de désintoxication, comme assistante. Pendant les répétitions, l'autre acteur principal Ralph est blessé par la chute d'un projecteur. Riggan est persuadé d'avoir causé inconsciemment l’accident afin de réattribuer le rôle. Jake parvient à engager Mike Shiner, un acteur brillant mais hyper-exigeant qui est aussi le petit ami de Lesley. Les premières répétitions montrent les caprices de Mike : il sort de son personnage en constatant que le gin qu'il doit boire a été remplacé par de l'eau, et tente de violer Lesley pendant une scène d'amour. Riggan commence à douter du projet, malgré les critiques ravies de la présence de Mike, et Jake l'encourage à continuer. Un soir, Riggan surprend Sam en train de fumer du cannabis, mais elle lui rétorque la vanité de son projet qui ne sert qu'à satisfaire son ego[style à revoir].
Lors de la répétition générale, Riggan aperçoit Sam et Mike ensemble. Il craint de voir l'acteur devenir un rival aussi bien sur scène qu'à la ville et sort fumer une cigarette, mais il se retrouve bloqué dehors en slip blanc serré  et doit traverser Times Square à moitié nu pour revenir sur scène. L'incident est filmé par les passants, les vidéos deviennent virales et l'attente grandit à nouveau. Au terme de la répétition, Riggan retrouve dans un bar Tabitha Dickinson, une journaliste féroce qu'il cherchait à convaincre mais elle lui révèle qu'elle hait les stars hollywoodiennes, n'a aucune intention de voir le spectacle mais va tout de même écrire une critique violente contre la pièce. Riggan se saoule, dort dans la rue et à son réveil le lendemain matin, se met à croire qu'il est dans un nouveau film Birdman et vole vers le théâtre.
La première approche et la vidéo virale de Riggan en sous-vêtements amuse Sam, qui commence à voir un homme derrière l'acteur. Avant la dernière scène, Riggan retrouve Sylvia, son ex-femme et mère de Sam, et lui avoue avoir tenté de se suicider quand elle a découvert qu'il la trompait plusieurs années auparavant. Quand il retourne sur scène, Riggan échange l'arme factice qu'il doit utiliser pour jouer son suicide avec un vrai pistolet, monte sur scène, dit ses dernières répliques avant de se tirer dans la tête. Les spectateurs médusés se lèvent et applaudissent, sauf Tabitha qui quitte la salle.
Le lendemain, la nouvelle de la tentative de suicide de Riggan fait la une de la presse. En tirant, l'acteur a perdu son nez, refait pendant la nuit. Jake lui rend visite et lui montre la critique dithyrambique de Tabitha, saluant la représentation réaliste de l'acteur. Sam vient à son tour avant de quitter la pièce. Riggan se lève, enlève son bandage qui révèle un visage tuméfié proche de celui de Birdman et grimpe sur le rebord de la fenêtre. Quand Sam revient, elle trouve la pièce vide, regarde par la fenêtre avant de lever les yeux au ciel et esquisser un sourire.

## Fiche technique
Sauf indication contraire, les informations mentionnées dans cette section peuvent être confirmées par la base de données cinématographiques IMDb,  présente dans la section « Liens externes ».
- Titre original : Birdman or (The Unexpected Virtue of Ignorance)
- Titre français : Birdman ou (La Surprenante vertu de l'ignorance)
- Titre québécois : Birdman ou (Les Vertus insoupçonnées de l'ignorance)
- Réalisation : Alejandro González Iñárritu
- Scénario : Alejandro González Iñárritu, Nicolás Giacobone, Alexander Dinelaris Jr. et Armando Bo III, d'après la nouvelle Parlez-moi d'amour (What We Talk About When We Talk About Love, 1981) de Raymond Carver[2],[Note 1]
- Musique : Antonio Sánchez
- Direction artistique : Stephen H. Carter
- Décors : Kevin Thompson et George DeTitta Jr.
- Costumes : Albert Wolsky
- Photographie : Emmanuel Lubezki
- Son : Frank A. Montaño, Jon Taylor
- Montage : Stephen Mirrione et Douglas Crise
- Production : Alejandro González Iñárritu, John Lesher, Arnon Milchan et James W. Skotchdopole
  - Production associée : Armando Bó, Jr, Alexander Dinelaris Jr., Nicolás Giacobone, Drew Houpt et Christina Won
  - Production déléguée : Molly Conners, Sarah E. Johnson et Christopher Woodrow
- Sociétés de production[3] : TSG Entertainment, New Regency Productions et Worldview Entertainment
- Sociétés de distribution[3] : Fox Searchlight Pictures (États-Unis), 20th Century Fox France (France)
- Budget : 18 millions de $[4]
- Pays de production :  États-Unis
- Langue originale : anglais
- Format[5] : couleur (Technicolor) - 35 mm - 1,85:1 (Panavision) - son Dolby Digital / Datasat
- Genre : comédie dramatique
- Durée : 119 minutes
- Dates de sortie[6] :
  - États-Unis : 14 novembre 2014
  - Belgique : 28 janvier 2015
  - France : 25 février 2015
- Classification[7] :
  - États-Unis : interdit aux moins de 17 ans (R – Restricted)[Note 2].
  - France : tous publics avec avertissement[8].

## Distribution
Sauf indication contraire, les informations mentionnées dans cette section peuvent être confirmées par la base de données cinématographiques IMDb,  présente dans la section « Liens externes ».
- Michael Keaton (VF : Bernard Lanneau) : Riggan Thomson / Birdman
- Zach Galifianakis (VF : Daniel Lafourcade) : Jake, le producteur et l'ami de Riggan Thomson
- Edward Norton (VF : Damien Boisseau) : Mike Shiner
- Andrea Riseborough (VF : Marie-Eugénie Maréchal) : Laura Aulburn, compagne de Riggan Thomson
- Amy Ryan (VF : Isabelle Gardien) : Sylvia, l'ex-femme de Riggan Thomson
- Emma Stone (VF : Élisabeth Ventura) : Sam Thomson, la fille de Riggan Thomson
- Naomi Watts (VF : Anneliese Fromont) : Lesley Truman, la petite amie de Mike Shiner
- Lindsay Duncan (VF : Françoise Vallon) : Tabitha Dickinson, la journaliste
- Merritt Wever (VF : Rosalie Symon) : Annie, la manager
- Jeremy Shamos (VF : Gérard Darier) : Ralph
- Michael Siberry (en) : Larry
- Bill Camp : L'homme fou
- Damian Young : Gabriel
- Hudson Flynn : Billy
- William Youmans (en) : Tommy, le barman
- Natalie Gold : Clara
- Clark Middleton : Sydney
- Frank L. Ridley (en) : M. Roth
- Stefanie Bari : Sophie
- Jackie Hoffman : Mary (la femme au balcon)
- Katherine O'Sullivan : L'assistante costumière

- Version française
  - Société de doublage : Dubbing Brothers
  - Direction artistique : Isabelle Brannens
  - Adaptation des dialogues : Thomas Murat

 Source et légende : version française (VF) sur RS Doublage et selon le carton de doublage.

## Production

### Développement et genèse
Alejandro González Iñárritu révèle, en décembre 2012, sa prochaine réalisation intitulée Birdman, dont il sera aussi le scénariste avec Nicolas Giacobone, Alexander Dinelaris et Armando Bo. Il en est également producteur aux côtés de John Lesher et Arnon Milchan. Le tournage est prévu en mars 2013. Le film s'inspire de la nouvelle intitulée Parlez-moi d'amour (What We Talk About When We Talk About Love) de Raymond Carver, publiée en 1981.
La fin du film, scénarisée, fut modifiée lors du tournage. Le dénouement originel était sur un registre plus satirique et de boucle sans fin, incluant les critiques James Lipton et Charlie Rose ainsi que Johnny Depp dans le rôle de Jack Sparrow.

### Attribution des rôles

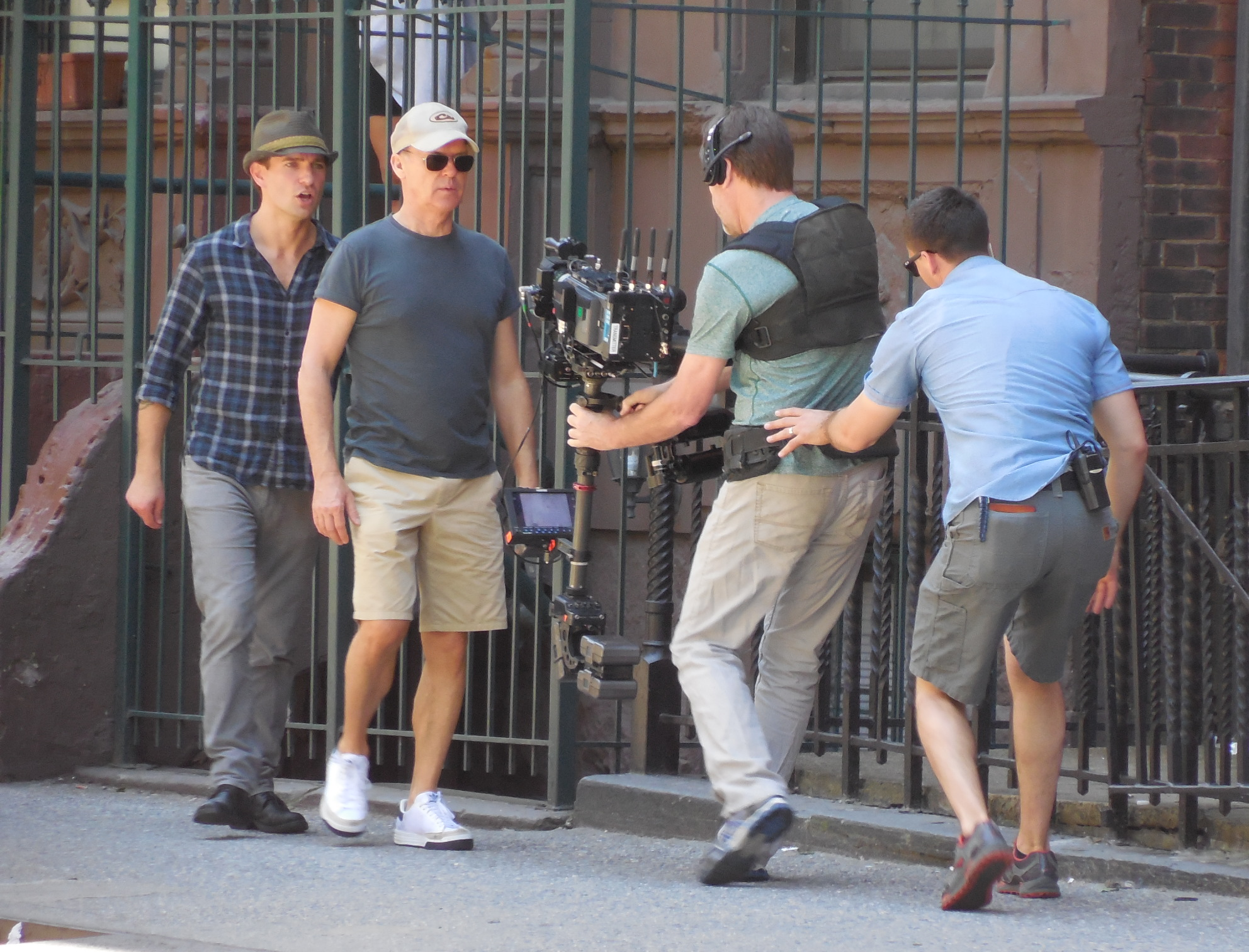
L'acteur Michael Keaton lors d'une répétition sur le tournage à New York, en mai 2013.

La production choisit Michael Keaton pour interpréter le rôle principal de Riggan Thomson, alias Birdman, ainsi que Emma Stone, Naomi Watts, Zach Galifianakis et Edward Norton.
L'histoire du film tend un miroir à la carrière de Michael Keaton qui a notamment connu la célébrité grâce à son interprétation du rôle-titre de Batman et Batman : Le Défi de Tim Burton, puis est lentement passé au second plan.

### Tournage

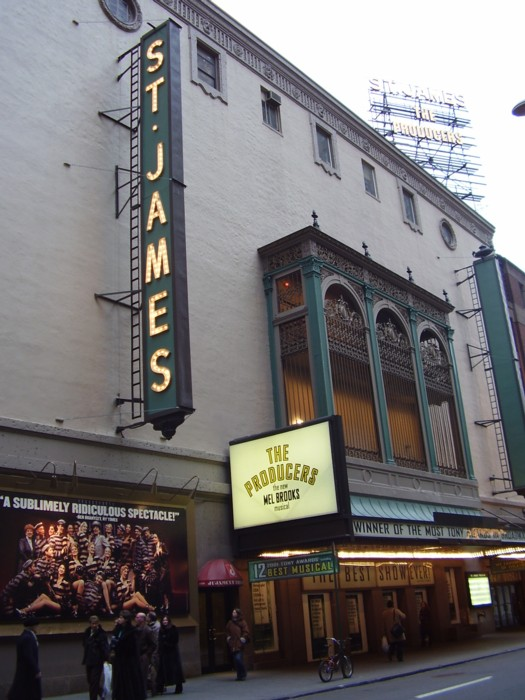
St. James Theatre

Le tournage débute finalement le 15 avril 2013 à New York.
Le théâtre qui a servi comme décors est le St. James Theatre, situé au 246 W., 44th St. (entre les 7e et 8e avenues) à New York. Néanmoins, pour des questions de dimensions, un plateau fut créé en studio pour certaines scènes de théâtre.
Le film, grâce à des trucages, se présente visuellement comme un seul plan-séquence qui dure sur la presque totalité du film. Cela en fait donc le plus long faux plan-séquence de l'histoire du cinéma.

### Bande originale
La trame sonore est majoritairement constituée de solos de batterie jazz, jouée par le batteur Antonio Sanchez, et de plusieurs pièces classiques, notamment tirées des répertoires de Ravel, Mahler (Rückert-Lieder, « Ich bin der Welt abhanden gekommen ») et Tchaïkovski (Symphonie no 5 de Tchaïkovski).

## Accueil

### Projections aux festivals
Avant la sortie au cinéma, le film fut sélectionné dans plusieurs festivals de cinéma :
- États-Unis : 30 août 2014 (Festival du film de Telluride) ; 11 octobre 2014 (Festival du film de New York)
- États-Unis : 12 octobre 2014 (Festival international du film des Hamptons) ; 16 octobre 2014 (Festival du film de Philadelphie)
- États-Unis : 18 octobre 2014 (Festival international du film de Chicago) ; 23 octobre 2014 (FilmColumbia Festival)
- États-Unis : 7 janvier 2015 (MoMA - The Contenders)
- Italie : 27 août 2014 (Mostra de Venise)
- Suisse : 28 septembre 2014 (Festival du film de Zurich)
- Royaume-Uni : 15 octobre 2014 (Festival du film de Londres)
- Royaume-Uni : 20 novembre 2014 (Brighton Film Festival) et (Festival international du film de Leeds)
- Mexique : 17 octobre 2014 (Festival international du film de Morelia)
- Allemagne : 23 octobre 2014 (Festival international du film de Hof)
- Belgique : 24 octobre 2014 (Festival du film de Gand)
- Autriche : 29 octobre 2014 (Festival international du film de Vienne)
- Suède : 11 novembre 2014 (Festival international du film de Stockholm)
- Macédoine du Nord : 11 novembre 2014 (Cinedays Film Festival)
- Pologne : 15 novembre 2014 (Camerimage)
- Taïwan : 15 novembre 2014 (Golden Horse Film Festival and Awards)
- Estonie : 16 novembre 2014 (Festival du film Nuits noires de Tallinn)
- Slovénie : 19 novembre 2014 (Ljubljana International Film Festival)
- Argentine : 23 novembre 2014 (Festival international du film de Mar del Plata)
- Émirats arabes unis : 14 décembre 2014 (Festival international du film de Dubaï)
- Serbie : 28 février 2015 (Festival international du film de Belgrade)
- Lituanie : 21 mars 2015 (Festival international du film de Vilnius)
- Chine : 18 avril 2015 (Festival international du film de Pékin)
- Ukraine : 12 juillet 2015 (Festival international du film d'Odessa)

### Accueil critique
Pour le critique cinématographique Thomas Sotinel, dans le journal Le Monde, « Birdman est une comédie, une fantaisie débridée, l’occasion rêvée pour Iñarritu de briller dans la société des cinéastes. Et il en profite sans vergogne, partageant généreusement son plaisir avec les spectateurs ». Dans le journal Le Figaro, un autre critique cinématographique, Éric Neuhoff se fait lyrique : « Sur un rythme endiablé, Alejandro González Iñárritu dévoile les dessous de la célébrité, repeint le ciel aux couleurs de l'avenir, fournit des ailes au cinéma ».

### Box-Office
| Pays ou région | Box-office      | Date d'arrêt du box-office | Nombre de semaines |
| -------------- | --------------- | -------------------------- | ------------------ |
| États-Unis     | 42 340 598 $    | 16 avril 2015              | 26                 |
| France         | 662 003 entrées | 15 avril 2015              | 7                  |
| Mondial        | 103 215 094 $   | 16 avril 2015              | 26                 |